# São Tomé (Paraná)
São Tomé ist ein brasilianisches Munizip im Bundesstaat Paraná. Es hat 5.232 Einwohner (2022), die sich São-Tomeenser nennen. Die Fläche beträgt 219 km². Es liegt 450 Meter über dem Meeresspiegel.

## Etymologie
Der Ursprung des Namens kommt von dem Peabirú-Weg her, der in der Zeit der spanischen Jesuitenreduktionen als "Caminho de São Tomé" bezeichnet wurde. Er verlief von der Küste bei São Vicente über den Tibaji bis zum Piquiri. Er führte die Indianer nach Osten zum Atlantik und im Westen zu den fernen Regionen des Sonnenbergs in den Anden. Der Peabiru-Weg war den Menschen von Sumé, einer menschgewordenen Gottheit, vor Urzeiten gezeigt worden. Die katholischen Ordensleute schufen den Mythos, dass Sumé in Wirklichkeit der christliche Apostel Thomas war, der nach der Legende nach Indien gereist und von dort schließlich zu den Menschen in Südamerika gekommen war. In Erinnerung an ihn gaben die Gründer dem Munizip den Namen São Tomé (St. Thomas).

## Geschichte
São Tomé wurde durch das Staatsgesetz Nr. 4245 vom 25. Juli 1960 in den Rang eines Munizips erhoben und am 5. November 1961 als Munizip installiert.

## Geografie

### Fläche und Lage
São Tomé liegt auf dem Terceiro Planalto Paranaense (der Dritten oder Guarapuava-Hochebene von Paraná) auf 23° 32′ 16″ südlicher Breite und 52° 35′  27″ westlicher Länge. Es hat eine Fläche von 219 km². Es liegt auf einer Höhe von 450 Metern.

### Klima
In São Tomé herrscht gemäßigt-warmes Klima. Die meiste Zeit im Jahr ist mit deutlichem Niederschlag zu rechnen. Selbst im trockensten Monat fällt eine Menge Regen. Die Klimaklassifikation nach Köppen und Geiger lautet Cfa. Es herrscht im Jahresdurchschnitt eine Temperatur von 22,4 °C. Innerhalb eines Jahres gibt es 1564 mm Niederschlag.

### Gewässer
Der Ivaí bildet die östliche Grenze des Munizips zu São Jorge do Ivaí und São Carlos do Ivaí. Der Riberão São Tomé fließt nach Nordosten zum linken Ivaí-Nebenfluss Rio dos Índios, der einen 20 Meter hohen Wasserfall hat. Die südliche Grenze verläuft entlang des Rio Ligeiro. Der Córrego Camaducaia fließt in nordwestlicher Richtung ebenfalls zum Ivaí.

### Straßen
São Tomé ist über die PR-498 mit Cianorte im Süden verbunden. Nach Norden kommt man auf der PR-498 über die Ivaí-Fähre zwischen Japurá und Porto São Carlos zur Rodovia do Café bei Presidente Castelo Branco.

### Nachbarmunizipien
| Indianópolis | Japurá                                      | São Carlos do Ivaí |
|              | Kompassrose, die auf Nachbargemeinden zeigt | São Jorge do Ivaí  |
|              | Cianorte                                    | Jussara            |

## Stadtverwaltung
- Bürgermeister:Ocelio Cesar Ferreira Leite, PDT (2021–2024)
- Vize-Bürgermeister: Deoclecio Colauto (Spitzname: Castelo de Gaz), PSDB (2021–2024)[6]

## Demografie

### Bevölkerungsentwicklung
| Jahr | Einwohner | Stadt | Land |
| ---- | --------- | ----- | ---- |
| 1960 |           |       |      |
| 1970 | 4.604     | 24 %  | 76 % |
| 1980 | 4.128     | 41 %  | 59 % |
| 1991 | 4.555     | 67 %  | 33 % |
| 2000 | 4.447     | 63 %  | 37 % |
| 2010 | 3.583     | 71 %  | 29 % |
| 2022 | 5.232     |       |      |

Quelle: IBGE (2011) und Volkszählung 2022

### Ethnische Zusammensetzung
| Gruppe *    | 1991    | 2000    | 2010    | |
| ----------- | ------- | ------- | ------- | --- |
| Weiße       | 71,8 %  | 79,9 %  | 69,1 %  | wer sich als "weiß" erklärt                                                                                     |
| Schwarze    | 1,8 %   | 2,3 %   | 1,9 %   | wer sich als "schwarz" erklärt                                                                                  |
| Gelbe       | 1,1 %   | 0,0 %   | 0,0 %   | Personen fernöstlicher Herkunft wie japanisch, chinesisch, koreanisch etc.                                      |
| Braune      | 25,1 %  | 17,8 %  | 29,0 %  | wer sich als "braun" erklärt oder wer sich mit einer Mischung von zwei oder mehr der fünf Gruppen identifiziert |
| Indigene    | 0,0 %   | 0,0 %   | 0,0 %   | wer sich als Ureinwohner oder Indio erklärt                                                                     |
| ohne Angabe | 0,3 %   | 0,0 %   | 0,0 %   | |
| Gesamt      | 100,0 % | 100,0 % | 100,0 % | |

*) Das IBGE verwendet für Volkszählungen seit 1991 ausschließlich diese fünf Gruppen. Die Gruppenzugehörigkeit wird bei der Befragung vom Einwohner selbst festgelegt. Das IBGE verzichtet bewusst auf Erläuterungen.
Quelle: IBGE (Stand: 1991, 2000 und 2010)

## Wirtschaft
Die Haupteinnahmequelle ist die Landwirtschaft, aber es gibt auch einen leistungsfähigen Handel und kleine Gewerbebetriebe.